# Marechal Thaumaturgo
{{Infobox Ort in Brasilien
|BREITE         = 8/56/24/S
|LÄNGE          = 72/47/24/W
|MAPTYPE        = relief
|NAME           = 
|AMT-NAME       = Município de Marechal Thaumaturgo
|AMT-NAME2      = 
|BILD           = Ministério da Cultura - Acre, AC (64).jpg
|BILD-TEXT      = Marechal Thaumaturgo am Rio Amônea
|BILD-BREITE    = 
|POS-KARTE      = 
|KARTE          = Acre Municip MarechalThaumaturgo.svg
|KARTE-BREITE   = 
|KARTE-TEXT     = Lage von Marechal Thaumaturgo im Bundesstaat Acre
|WAPPEN         = Brasão de Marechal Thaumaturgo.jpg
|WAPPEN-LINK    = 
|WAPPEN-BREITE  = 
|FLAGGE         = Bandeira de Marechal Thaumaturgo.gif
|FLAGGE-LINK    = 
|MOTTO          = 
|MOTTO-D        = 
|GRÜNDUNG       = 1992-04-28
|AUFGEGEBEN     = 
|STAAT          = 
|ISO-CODE       = BR-AC
|REGIAOINTERMEDIARIA = Crueiro do Sul
|REGIAOIMEDIATA = Cruzeiro do Sul
|MESOREGION     = 
|MIKROREGION    = 
|METROPOLREGION = 
|STADTBEZIRKE   = 1 Gesamtdistrikt
|HÖHE           = 245
|GEWÄSSER       = Rio Juruá, Rio Amônea
|KLIMA          = tropisch, Aw
|FLÄCHE         = 8.191,692
|DIM            = 
|EINWOHNER      = 17.093
|DICHTE = 
|STAND          = 2022
|SCHÄTZUNG      = 17.951 (2024)
|GEMEINDECODE   = 1200351
|PLZ            = 
|TEL            = 
|LÄNDERVORWAHL  = 
|ZEITZONE       = −4, −5
|WWW            = 
|WWW-SPRACHE    = 
|BÜRGERMEISTER  = Isaac da Silva Piyãko
|BM-TITEL       = Stadtpräfekt
|BM-STAND       = 2021–2024
|PARTEI         = [[Partido Social Democrático (2011){PSD]]
|PATRON         = Heiliger Sebastian
|FEST           = 28. April
|PARTNER        = 
|BIP            = 195.237,31
|BIP-WÄHRUNG    = R$
|BIP-STAND      = 2019
|BIP-KOPF       = 10.348,08
|BIP-WACHSTUM   = 
|HDI            = 0,501
|HDI-STAND      = 2010
|INFLATION      = 
|ANMERKUNGEN    = 
|SONSTIGES      = 
|BILD2          = MarechalThaumaturgo.jpg
|BILD-TEXT2     = 
|BILD-BREITE2   = 
|FARBE          = grün
}}
Marechal Thaumaturgo, amtlich portugiesisch Município de Marechal Thaumaturgo, ist eine Kleinstadt mit sehr großem Gemeindegebiet im Bundesstaat Acre im Nordwesten von Brasilien. Die Gesamtbevölkerung wurde 2024 auf 17.951 Einwohner geschätzt, die auf einer Fläche von rund 8.191,7 km² mit einer Bevölkerungsdichte von 2,1 Einwohnern pro km² leben. Sie werden Thaumaturguenser (portugiesisch thaumaturguenses) genannt. Nur rund 4000 Personen bewohnen den urbanen Bereich, der Rest der Bevölkerung, darunter leben 1750 Indigene in 18 Walddörfern, den aldeias, im Amazonas-Regenwald und entlang der zahlreichen Flussläufe (Stand 2015). Die Entfernung zur Hauptstadt Rio Branco beträgt 557 km. Der Ort liegt an der Einmündung des Rio Amônea in den Rio Juruá.

## Namensherkunft
Der Name der Gemeinde geht auf den Marschall Gregório Taumaturgo de Azevedo (1896–1979) zurück. Entgegen der neueren portugiesischen Rechtschreibung wurde die ältere Form mit Thaumaturgo beibehalten.

## Geographie
Im Norden grenzt die Gemeinde Porto Walter, im Nordwesten die Gemeinde Senador Guiomard und im Osten die Gemeinde Jordão. Das südliche und westliche Gemeindegebiet bildet eine Grüne Grenze zu Peru.

## Terras Indígenas

Schutzgebiete in Westacre, Nr. 8

Das Gemeindegebiet enthält zwei Indianerschutzgebiete, in denen Huni Kui (Kaxinawá), Ashaninka, Jaminawa-Arara, Kuntanawa und Apolima-Arara leben. Die überwiegende Fläche wird von dem Nutzreservat Reserva Extrativista do Alto Juruá eingenommen.

## Stadtverwaltung
Stadtpräfekt (Bürgermeister) ist seit der Kommunalwahl in Brasilien 2016 der Asháninka Isaac Piyãko, Bruder des ebenfalls in Marechal Thaumaturgo und Acre aktiven Indigenenführers Benki Piyãko.